# Rue Rubens (Paris)
Pour l’article homonyme, voir Rue Rubens.
La rue Rubens est une voie du 13e arrondissement de Paris.

## Situation et accès
La rue Rubens, située dans le quartier de la Salpêtrière, est une voie publique qui commence 31, rue du Banquier et finit 140, boulevard de l'Hôpital.
Elle est accessible par la ligne 7 à la station Les Gobelins et par les lignes 5, 6 et 7 à la station Place d'Italie.

## Origine du nom
La rue porte le nom du peintre flamand Pierre Paul Rubens (1577-1640),.

## Historique

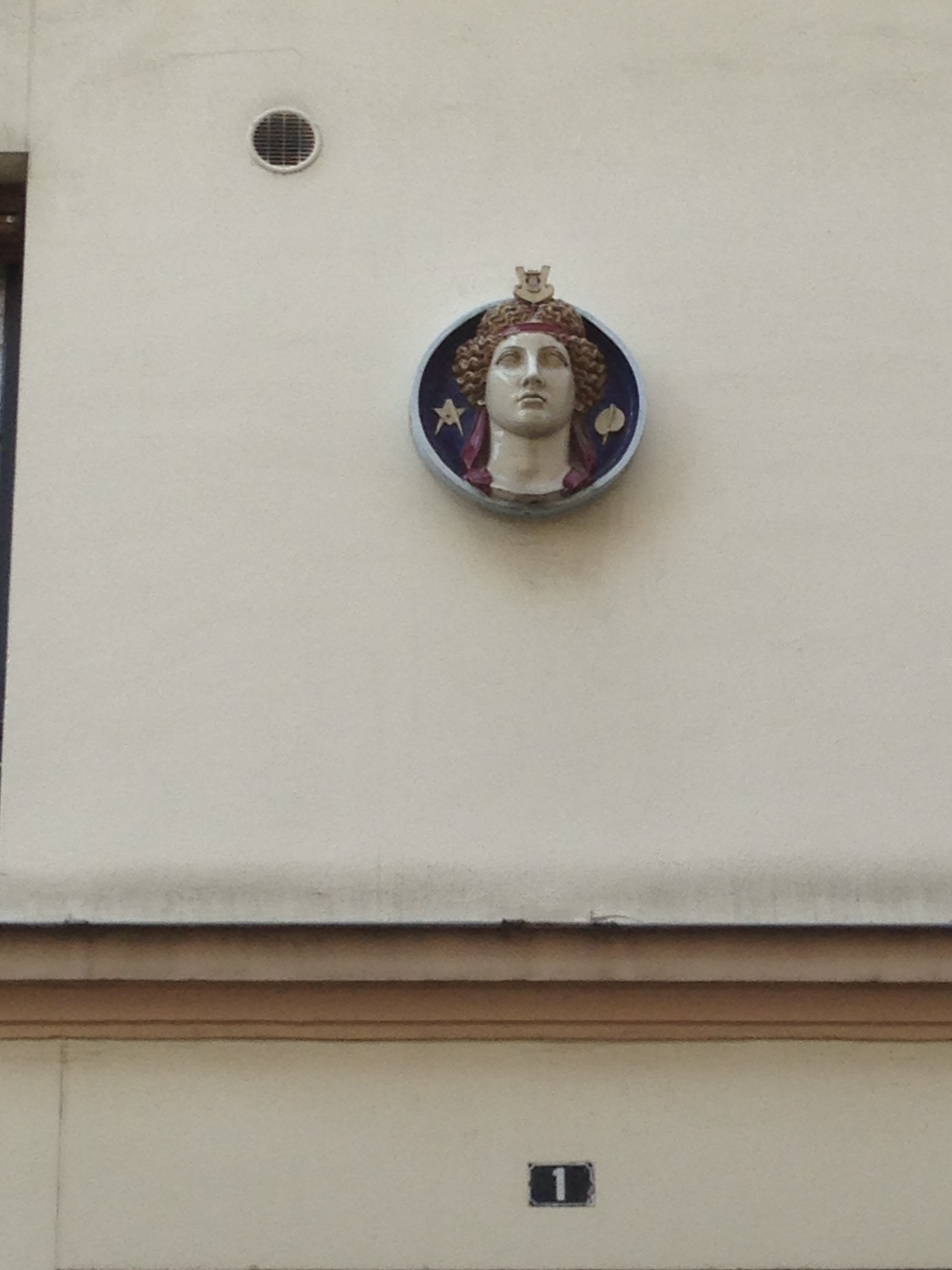
Médaillon sur la façade du 1, rue Rubens.

Ancienne « rue des Vignes-de-l'Hôpital », cette voie est indiquée à l'état de chemin sur le plan de Jouvin de Rochefort de 1672 et, sur celui de Roussel en 1730, servait à évacuer les pierres extraites des carrières souterraines. Dénommée plus simplement « rue des Vignes ». La rue n'a été urbanisée que tardivement, au cours du XIXe siècle, lorsque l'étalement de Paris l'a atteinte.
Dans les années 1860, alors que le quartier compris entre l'avenue des Gobelins et le boulevard de l'Hôpital est loti et bâti, elle est, avec la rue du Banquier, l'une des deux seules rues préexistantes.
Elle prend sa dénomination actuelle par un décret du 24 août 1864 après l'extension de la capitale en 1860.

## Bâtiments remarquables et lieux de mémoire
- Accès au jardin Yacine-Kateb.